# Arengosse
Arengosse – miejscowość i gmina we Francji, w regionie Nowa Akwitania, w departamencie Landy.
Według danych na rok 1990 gminę zamieszkiwało 709 osób, a gęstość zaludnienia wynosiła 11 osób/km² (wśród 2290 gmin Akwitanii Arengosse plasuje się na 571. miejscu pod względem liczby ludności, natomiast pod względem powierzchni na miejscu 83.).